# Valentin Năstase
Valentin Vasile Năstase (* 4. Oktober 1974 in Călinești, Kreis Argeș) ist ein ehemaliger rumänischer Fußballspieler. Er bestritt insgesamt 292 Spiele in der rumänischen Liga 1 und der italienischen Serie A.

## Karriere
Năstase begann seine Profikarriere 1993 bei den rumänischen Fußballvereinen Gloria Bistrița und FC Argeș Pitești, bevor er 1999 zum Hauptstadtklub Dinamo Bukarest wechselte.
2002 ging Năstase in die italienische Serie B zu Genua 1893, von wo er noch im gleichen Jahr zu US Palermo wechselte, wo er zusammen mit Luca Toni spielte und am Ende der Saison 2003/2004 in die Serie A aufstieg. Năstase wechselte 2004 zum FC Bologna, mit dem er am Saisonende in die Serie B absteigen musste. Für die Saison 2006/07 wechselte der Innenverteidiger zu seinem vierten italienischen Verein, Ascoli Calcio, in die Serie A.
2007 kehrte Năstase nach Rumänien zurück, konnte sich jedoch bei Dinamo Bukarest nicht durchsetzen und unterschrieb zum 31. Januar 2008 einen Vertrag bei Eintracht Braunschweig, die damals in der Regionalliga spielten. Mit der Eintracht gelang ihm die Qualifikation zur 3. Liga. Im Sommer 2009 kehrte er nach Rumänien zurück und spielt fortan für seinen früheren Verein Gloria Bistrița. Mit Gloria musste er nach der Saison 2010/11 in die Liga II absteigen, schaffte aber den sofortigen Wiederaufstieg. Ende des Jahres 2012 beendete er im Alter von 38 Jahren seine aktive Laufbahn.

## Erfolge/Titel

### Verein
Gloria Bistrița
- Rumänischer Pokalsieger: 1993/94

Dinamo Bukarest
- Rumänischer Meister: 1999/00
- Rumänischer Pokalsieger: 1999/00, 2000/01

Palermo
- Italienischer Serie-B-Meister: 2003/04